# Candace Johnson
Candace Noemi Johnson (nacida el 28 de diciembre de 1993) es una futbolista panameña nacida en Estados Unidos que jugó para la selección nacional femenina de fútbol de Panamá como defensora.
Compitió con la selección nacional femenina de fútbol de Panamá por la clasificación para la Copa Mundial Femenina de la FIFA 2015.

## Trayectoria

### Carrera Juvenil
Candace Johnson jugó para la Universidad de Missouri en la Conferencia Sureste, durante sus años universitarios. En 2015, Johnson fue incluido en el primer equipo All-SEC. Durante su tercer año, fue nombrada en el Segundo Equipo All-SEC. En 2013, durante su segundo año, fue nombrada en la Lista de Honor Académico de la SEC para el otoño de 2013. En su primer año, fue nombrada en el Equipo de Novatas de la SEC.

### Chicago Red Stars
El 15 de enero de 2016, Johnson fue seleccionado por los Chicago Red Stars con la selección general número 36 en el Draft universitario de la NWSL de 2016. No llegó a la lista final del equipo y jugó la temporada 2016 con las Reservas del Estrella Roja de Chicago en la Premier Soccer League femenina.

## Personal
Candace es hija de Dwane y Raquel Johnson y llama a Dallas, Texas su ciudad natal. Estudió ciencias de la salud en la Universidad de Missouri. Candance asistió a la Academia Ursulina de Dallas para recibir educación secundaria y jugó fútbol para Jaime Cantrell.

## Selección nacional
El 22 de mayo de 2014, Candace Johnson jugó en el partido de clasificación para la Copa del Mundo de 2015 para Panamá contra la selección nacional de fútbol femenina de Belice y anotó el primer gol al sexto minuto, en una paliza de Belice por 13-1.

### Goles internacionales
| Goles internacionales | Goles internacionales | Goles internacionales                                          | Goles internacionales | Goles internacionales | Goles internacionales | Goles internacionales     |
| N.º                   | Fecha                 | Lugar                                                          | Rival                 | Marcador              | Resultado             | Competición               |
| --------------------- | --------------------- | -------------------------------------------------------------- | --------------------- | --------------------- | --------------------- | ------------------------- |
| 1                     | 22 de mayo de 2014    | Estadio Doroteo Guamuch Flores, Ciudad de Guatemala, Guatemala | Belice                | 1–0                   | 13–1                  | Copa Centroamericana 2014 |

## Clubes
| Club              | País           | Año         |
| ----------------- | -------------- | ----------- |
| Missouri Tigers   | Estados Unidos | 2012 - 2015 |
| Chicago Red Stars | Estados Unidos | 2016        |